# Eutretosoma oculatum
Eutretosoma oculatum är en tvåvingeart som först beskrevs av Friedrich Georg Hendel 1914.  Eutretosoma oculatum ingår i släktet Eutretosoma och familjen borrflugor.
Artens utbredningsområde är Moçambique. Inga underarter finns listade i Catalogue of Life.